# Birobidžan
Birobidžan (pron. "Birobigiàn"; in russo Биробиджан; in yiddish ביראָבידזשאַן, Birobidzschan) è una città della Russia, capitale dell'Oblast' autonoma ebraica, nel circondario federale dell'Estremo Oriente, e capoluogo del Birobidžanskij rajon.

## Geografia fisica
Sorge lungo i fiumi Bira e Bidžan (dai quali la città prende il nome), ai confini con la Repubblica Popolare Cinese e lungo la Transiberiana, alle coordinate 48°48′N 132°57′E.
Secondo il censimento del 2002 conta una popolazione di 77 250 abitanti.

## Storia
I primi edifici pubblici furono progettati dall'architetto svizzero Hannes Meyer nei primissimi anni '30 del secolo scorso, e la località divenne il centro amministrativo della Oblast' autonoma ebraica nel 1934. Il titolo di città fu concesso nel 1937 da Stalin.

## Cultura
L'Università statale del Priamur'e "Šolom-Alejchem" lavora in collaborazione con la comunità religiosa locale. L'università è l'unica nell'Oriente Russo. La base del corso di formazione è lo studio della lingua ebraica, della storia e dei testi classici giudaici. La città ora vanta numerose scuole statali che insegnano l'yiddish, così come una facoltà anglo-yiddish al suo collegio di istruzione superiore, una scuola yiddish per l'insegnamento della religione e un asilo. Dai cinque ai sette anni i bambini trascorrono due lezioni alla settimana ad imparare a parlare lo yiddish, così come vengono insegnate loro canzoni ebraiche, danza e tradizioni.
La scuola del menorah è stata creata nel 1991. Si tratta di una scuola pubblica che offre mezza giornata di curriculum yiddish e ebraico per quei genitori che la scelgono. Circa la metà della scuola, 120 studenti, sono iscritti al corso Yiddish. Molti di loro continuano la scuola pubblica di secondo grado, che offre la stessa mezza giornata di curriculum yiddish/ebraico prima attraverso il 12º grado. Lo yiddish è offerto anche dall'Istituto Pedagogico di Birobidžan, uno dei pochi a livello universitario ad offrire corsi yiddish nel paese. Oggi quattordici scuole pubbliche della città devono insegnare la tradizione Yiddish ebraica.

## Cinema
Un documentario, intitolato L'Chayim, Comrade Stalin! (yiddish: !לחיים, חבֿר סטאַלין lekhajm, khaver stalin; "Salute, compagno Stalin!"), sulla creazione da parte di Stalin della Regione Autonoma Ebraica e della sua colonizzazione da parte di decine di migliaia di ebrei, fu prodotto nel 2002. Oltre alla storia della creazione della regione autonoma ebraica, il film mostra scene della Birobidžan odierna e interviste ai residenti ebraici.

## Amministrazione
Birobidžan è il centro amministrativo della regione autonoma e, nel quadro delle suddivisioni amministrative, serve anche come centro direttivo del Distretto Birobidžanskij, anche se non fa parte di esso. Birobidžan, come divisione amministrativa, è incorporata separatamente come città più importante dell'oblast, costituendo un'unità amministrativa con status uguale a quello dei distretti federali. Come suddivisione comunale, la città di Birobidžan è incorporata come località più significativa nel distretto urbano omonimo.

### Gemellaggi
- Beaverton (Oregon)
- Hegang
- Ma'alot-Tarshiha
- Niigata